# The Shanegang
The Shanegang är The Shanes andra skiva som kom ut 1965. Medlemmar på skivan var Tommy Wåhlberg (gitarr och sång), Lennart Grahn (sång), Kit Sundqvist (orgel och sång), Svante Elfgren (bas) och Tor-Erik Rautio (trummor).

## Låtlista
1. Blue Feeling (Trad. arr.)
2. Don't Try to Make a Fool of Me (Sundqvist)
3. I Won't Untie You (Grahn-Rautio)
4. She's Ashamed of Me (Grahn-Rautio)
5. If You Live (Allison)
6. Jenny Jenny (Penniman-Johnson)
7. If You're Going Up to the City (Allison)
8. When Will I Be Loved (Everly)
9. A Young Man (Allison)
10. Tobacco Road (Loudermilk)
11. People Don't Like Me (Grahn-Rautio)
12. Where Can She Be (Sundqvist)